# Wardinghausen
Wardinghausen ist ein Ortsteil der Ortschaft Groß Lessen in der Stadt Sulingen im niedersächsischen Landkreis Diepholz.
Der Ort liegt südöstlich des Kernortes Groß Lessen und südwestlich des Stadtkerns von Sulingen an der B 214. Östlich fließt die Kleine Aue.
Nordwestlich liegt das 1.599 ha große Naturschutzgebiet (NSG) Nördliches Wietingsmoor, westlich das 878 ha große NSG Freistätter Moor und das 298 ha große NSG Mittleres Wietingsmoor, südwestlich das 710 ha große NSG Neustädter Moor-Regenerationsgebiet und das 375 ha große NSG Neustädter Moor II.